# Julius Hansen
Valdemar Julius Hansen (ur. 10 lipca 1896 w Sundby, zm. 11 marca 1989 w Slangerup) – duński strzelec, olimpijczyk.
Wystąpił na Letnich Igrzyskach Olimpijskich 1936 w jednej konkurencji, którą był karabin małokalibrowy leżąc z 50 m. Zajął w niej 36. pozycję ex aequo z trzema innymi strzelcami (startowało 66 zawodników). 

## Wyniki

### Igrzyska olimpijskie
| Igrzyska    | Konkurencja                       | Wynik    | Miejsce | Źródło |
| ----------- | --------------------------------- | -------- | ------- | ------ |
| Berlin 1936 | Karabin małokalibrowy leżąc, 50 m | 290 pkt. | 36      | [ 1 ]  |